# Morvay Pál (alispán)
Alsó-draskóczi Morvay Pál (Bökény, 1750. szeptember 20. – 1814) királyi tanácsos és alispán.

## Élete
Morvay András Ugocsa megyei főpénztárnok és helyettes alispán és Dubraviczky Borbála fia. Iskoláit Péterfalván kezdette, ahonnét 1759-ben a német nyelv tanulása okáért, melyben «különös fundamentumot» vetett, Nagybányára, majd az eperjesi kollegiumba került, törvénygyakorlatra pedig a pesti királyi táblára, Tihanyi Dániel prókátor mellé küldötte őt atyja. Ügyvédi oklevelet nyervén, hazajött és 1780-ban báró Perényi Imre uradalmi fiskálisa lett, 1782-ben pedig Bereg megye felvidék járásában főszolgabírónak választották. Ez alkalommal Bökényből a beregi Nagymuzsalyba, később Sárosorosziba költözött, ahol aztán állandóan megtelepedett. II. József császár alatt 1788-ban az egyesült Bereg-Ugocsa vármegye másodalispánja volt, de a mint naplójában írja, az erővel ráruházott tisztet 1790. április 27-én nagy örömmel letette és visszament a felvidéki járásba főszolgabírónak. Bereg vármegye rendei 1798. május 21-én helyettes alispánnak választották, s az alispáni székben 1814-ben újólag megerősíttetett. Hosszas és hű szolgálatát I. Ferenc király 1808. december 9-én «minden taxa fizetés nélkül királyi tanácsosi becsülettel» jutalmazta.
Naplót hagyott hátra, melyben személyére és családjára vonatkozó sok érdekes följegyzés van. Többek közt írja, hogy a pozsonyi országgyűlés alatt soha egy sessiót se mulasztott el. Udvarolt a királyi párnál, ebédelt a főherceg nádor asztalánál, aki valahányszor találkozott vele, mindannyiszor különös érdeklődéssel tudakozódott a beregvármegyei viszonyok felől sat. A napló, valamint a királyi tanácsosi diploma és a többi írások Morvay István kászonyi járási főszolgabírónál voltak.